# Albéric Riveta
Albéric Riveta, de son nom complet Albéric Faretai Tepoeurumanu Riveta, né le 6 avril 1994 à Papeete (Polynésie française) et mort le 18 juin 2017 à Gao (Mali), est un militaire parachutiste français engagé au 1er régiment de chasseurs parachutistes de Pamiers d’octobre 2016 à juin 2017.  
Dans la nuit du 17 au 18 juin 2017, sa compagnie est déployée dans la province d’Almoustarat, au nord du Mali dans le cadre de l’opération Aquila pour un saut opérationnel. Lors de la phase d'atterrissage, le 1er classe Riveta est retrouvé inanimé au sol puis évacué d’urgence à Gao où son décès est constaté quelques heures plus tard. Immédiatement, la nouvelle de son décès est relayée par les plus hautes instances militaires et politiques et un hommage national lui est rendu le 26 juin 2017 aux Invalides, à Paris.

## Biographie

### Origines familiales et formation
D’origine polynésienne, Albéric Faretai Tepoeurumanu Riveta est né le 6 avril 1994 à Papeete. Il est le fils de Mataitea Riveta, bagagiste à l'aéroport international de Tahiti-Faaa pour une compagnie aérienne polynésienne locale et de Mylène Maire Riveta (née Taumaa), agente de restauration. Troisième d’une famille de cinq enfants, Il a une grande sœur prénommée Cindy et deux petites sœurs, Vaianu, et Mataurarii. Il a également un grand frère, Tuarii, adopté à la naissance par une famille française.

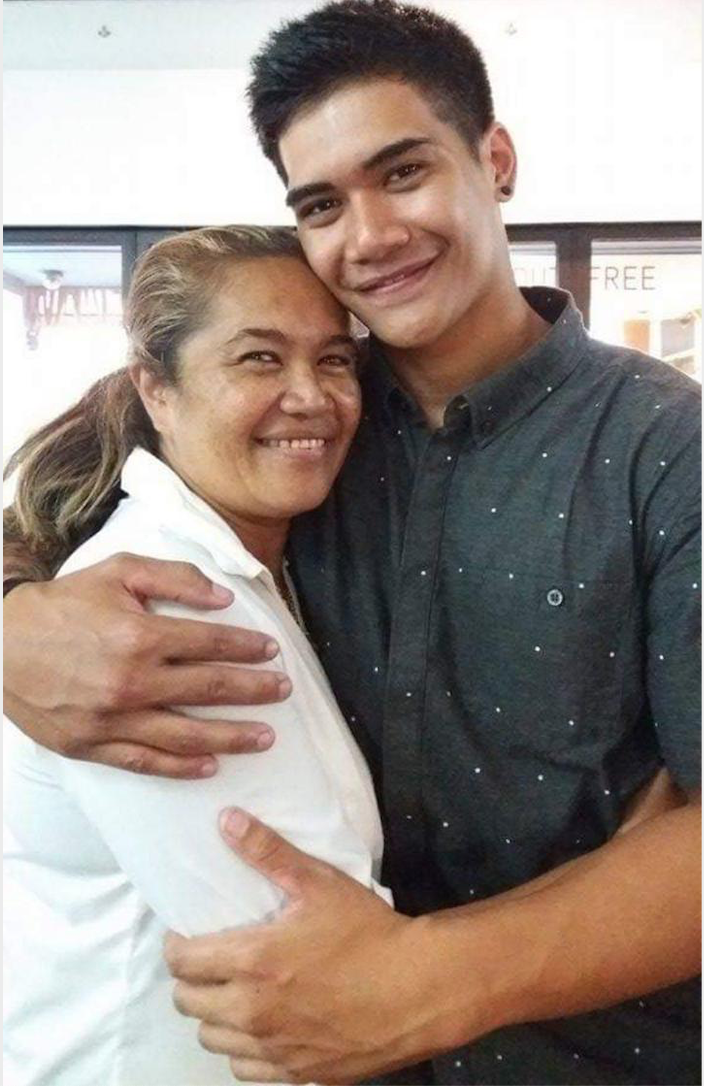
Albéric Riveta et sa mère le jour de son départ en octobre 2016.

Issu d’une grande famille originaire de l’île de Rurutu dans l’archipel des Australes, la famille de confession protestante s’établit dans la commune de Paea à Tahiti dans l'archipel de la Société, où le jeune Albéric passe une grande partie de son enfance. Il est surnommé « Tempête » par ses amis en référence au prénom tahitien de son père Matai, qui signifie vent en français. Ses parents décident de s'installer plus tard en 2014 dans le district de Papeari faisant partie de la commune de Teva I Uta.  
Alberic Riveta suit une scolarité classique et obtient un certificat d’aptitude professionnelle en maçonnerie. Destiné initialement à exercer dans les métiers du bâtiment, il décide finalement de devenir engagé volontaire de l’armée de Terre (EVAT) pour une durée de 5 ans.  
Il quitte sa terre natale le 2 octobre 2016 et rejoint le 1er régiment de chasseurs parachutistes (1er RCP) de Pamiers. Il suit d’abord la formation initiale des militaires du rang au camp d’entraînement militaire de Caylus en Occitanie avant d’intégrer le 1er RCP pour se former au métier de chasseur parachutiste, d’où il obtient d’excellents résultats.  
Le 21 avril 2017, son régiment lui décerne à l'issue de sa formation son certificat pratique « combat débarqué » et décèle en lui déjà un très grand sens du devoir. 
Il est affecté à la 3e compagnie de combat du 1er RCP et élevé au grade de chasseur de première classe le 4 mai 2017.

### Opération extérieure et décès

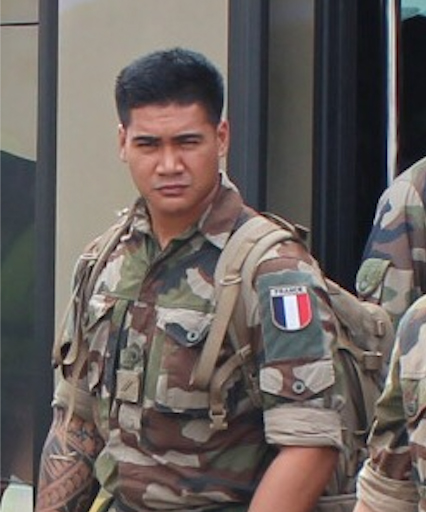
Albéric Riveta lors de son arrivée en Côte d'Ivoire en mai 2017.

Qualifié par sa hiérarchie de militaire de grande valeur doté d’un grand professionnalisme et d’une solide volonté de servir, il est détaché en opération extérieure (OPEX) avec sa compagnie quelques semaines après la fin de sa formation en mai 2017. Le 1er classe Riveta est d’abord projeté en République de Côte d’Ivoire au sein du 43e bataillon d’infanterie de marine (BIMa) à Pot-Bouët au sud-est d’Abidjan où il effectue principalement des missions d’exercices et d’entraînements quotidiens.   
Le 12 juin 2017, il rejoint avec sa compagnie les forces militaires françaises de l’opération Barkhane au Sahel, à Niamey au Niger, dans l’optique de préparer une nouvelle opération baptisée « Aquila » menée conjointement avec les forces militaires maliennes. L’objectif de cette opération dans cette région vise « à réassurer les forces armées maliennes dans un secteur où les groupes armés terroristes (GAT) contestent leur présence » et en particulier depuis le début du mois de mai selon le ministère des Armées.  
Le 17 juin 2017 à 22h45 heure locale (00h45 heure de Paris), l'ordre est donné depuis le quartier général de la force Barkhane basé à N'djaména au Tchad d'effectuer une mission opérationnelle aéroportée de nuit dans la province d'Almoustarat, plus précisément dans le secteur de Tarikent au nord de Gao au Mali afin de profiter de l'effet de surprise ainsi que d'une bonne fenêtre météo. Cette opération comprend les effectifs de la 3e compagnie du 1er RCP, du 17e régiment du génie parachutiste (RGP) et du 35e régiment d'artillerie parachutiste (RAP). À cet effet, trois avions de transport de type Transall C-160 embarquent la centaine de parachutistes de la réserve opérationnelle dont le chasseur de première classe Albéric Riveta. Les effectifs sont également appuyés par des commandos maliens et français infiltrés par hélicoptère ainsi que des avions de chasse de type Mirage 2000 du détachement « chasse » de Niamey.  

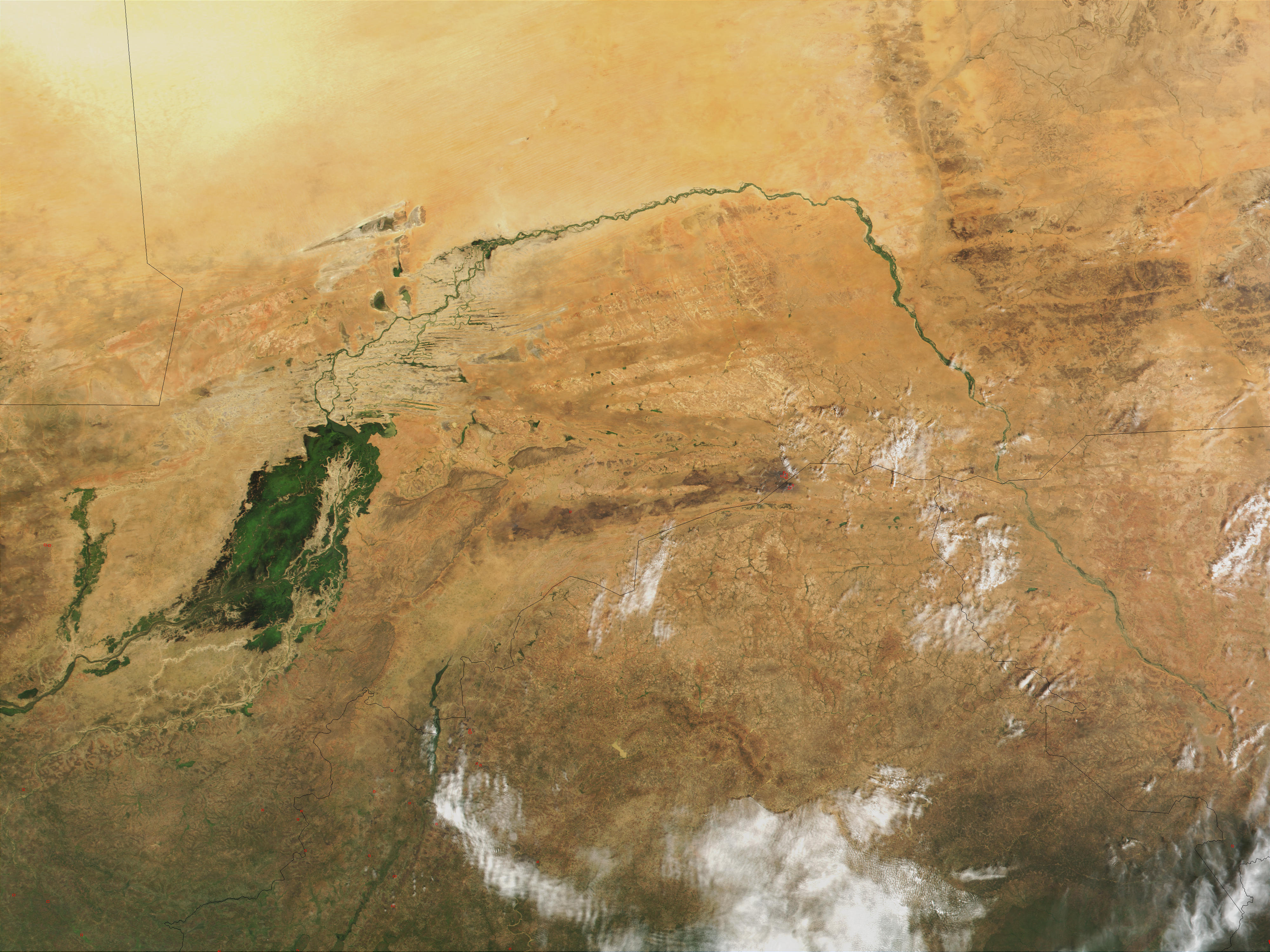
Vue aérienne du Mali, théâtre de l'Opération Aquila.

Les militaires parachutistes sont largués vers 01h00 heure locale (03h00 heure française) dans le ciel malien.  
Lors de la phase d'aérolargage, plusieurs militaires sont blessés au cours de l'atterrissage en touchant le sol. C'est le cas d'Albéric Riveta qui est retrouvé en arrêt cardio-respiratoire. Il est évacué d'urgence par hélicoptère vers le centre hospitalier militaire ROLE 2 de Gao où son décès est constaté par les équipes médicales le dimanche 18 juin 2017 vers 4h00 heure locale (6H00 heure française).   
Malgré les rumeurs de tirs ennemis essuyés durant la phase d'aérolargage et relayées notamment sur les réseaux sociaux, le Ministère des Armées confirme que le décès du militaire de première classe Riveta est intervenu de « manière accidentelle ». À ce titre, l'officier chargé de la communication du 1er RCP le sous-lieutenant Callet ajoute que « La mort de notre camarade est survenue de manière accidentelle, mais vu les circonstances d’une arrivée au sol qui a provoqué des blessures chez plusieurs parachutistes, une enquête va être diligentée par l’état-major des armées sur le décès du première classe Riveta et les conditions d’atterrissage » tout en soulignant également « qu’une opération d’aérolargage, de nuit en plus, est toujours un moment délicat, voire difficile, surtout en phase opérationnelle ».
Célibataire et sans enfant, le chasseur parachutiste de première classe Albéric Riveta décède 2 mois après son 23e anniversaire et 8 mois après son engagement dans l'Armée de Terre au 1er RCP.

## Hommages et obsèques

### Réactions politiques

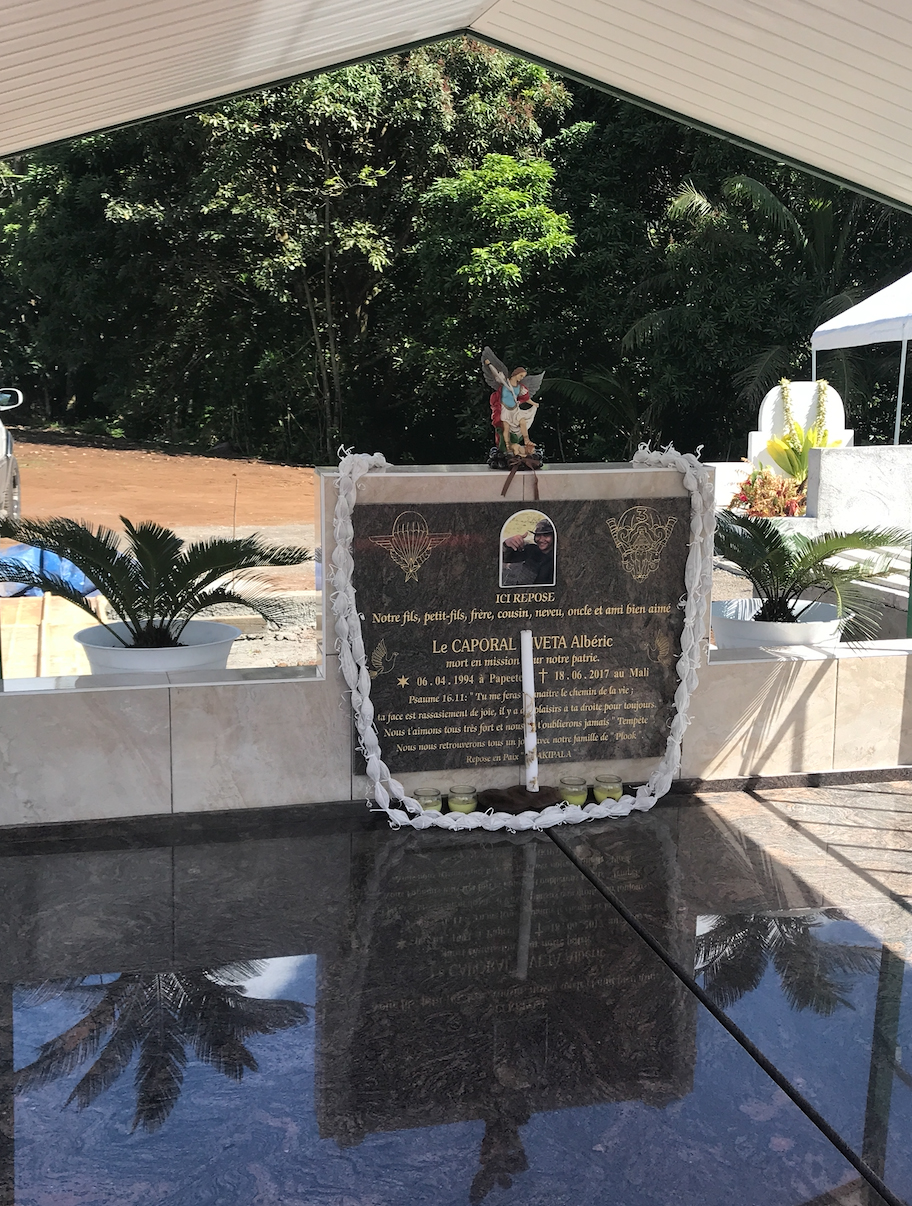
Caveau du Caporal Riveta à Papeari.

L’annonce du décès du première classe Riveta suscite une vive émotion dans son régiment mais également en Polynésie. Sa famille organise une veillée religieuse le jour suivant son décès au Fare Amuiraa Protestant Beterehema de Paea, réunissant ses proches et sa famille. L'émotion est aussi très vive à Rurutu dans les Australes d'où est originaire sa famille.  
Son père entreprend la construction d'un caveau pour son fils après qu’une concession leur a été donné au cimetière communal de Papeari. Interrogé par la Dépêche de Tahiti, Mataitea Riveta considère son fils comme un véritable « aito » (mot signifiant guerrier en français). 
En métropole, les réactions des autorités militaires et politiques sont nombreuses et unanimes sur le courage et l’engagement du chasseur parachutiste. Le président de la République, Emmanuel Macron, salue le jour même de son décès « la mémoire du jeune militaire français tué dans l’accomplissement de sa mission et adresse ses sincères condoléances à sa famille, ses amis et ses frères d’armes. »
La ministre des Armées, Sylvie Goulard, réagit elle aussi dans un communiqué apprenant ainsi « avec tristesse et émotion la mort accidentelle en opération au Mali, dans la nuit du 17 au 18 juin 2017, du chasseur parachutiste de première classe Albéric Riveta (…) et rend hommage à ce parachutiste tombé pour la France dans l’accomplissement de sa mission et assure sa famille et ses frères d’armes de son plein soutien dans cette douloureuse épreuve. »,
La ministre des Outre-Mer, Annick Girardin, adresse ses « condoléances à la famille et aux proches d’Albéric Riveta, mort au service de la France » et « salue sa mémoire. »
Le député de la seconde circonscription de l’Ariège, Michel Larive, réagit en déclarant « J'apprends avec une grande tristesse le décès d'un militaire du 1er RCP de Pamiers survenu en opération au Mali. Je rends hommage à son sacrifice et je m'associe à la douleur de ses proches et de la grande famille qu'est le 1er RCP. »
Le jour même de son décès, le soldat de première classe Albéric Riveta est promu par décret présidentiel (publié au JO le 30 novembre 2018 avec effet au 18 juin 2017) au grade de caporal à titre posthume et reçoit la médaille militaire. Il est également fait chevalier de la Légion d'honneur, qui lui sera remise par la ministre des Armées, Florence Parly.   
Le 19 juin 2017, le ministère des Armées lui attribue par arrêté ministériel la médaille d'Outre-Mer ainsi que la croix de la Valeur militaire.   

### Hommage national
Les premiers hommages envers le caporal Riveta ont lieu à Gao où ses frères d'armes veillent sur sa dépouille en attendant son rapatriement vers la France puis la Polynésie française. À ce titre, le ministère des Armées précise dans un communiqué que l'État prend en charge l'intégralité des frais inhérents au rapatriement du militaire et met en garde contre d'éventuelles tentatives de fraudes par le biais de collectes de dons.

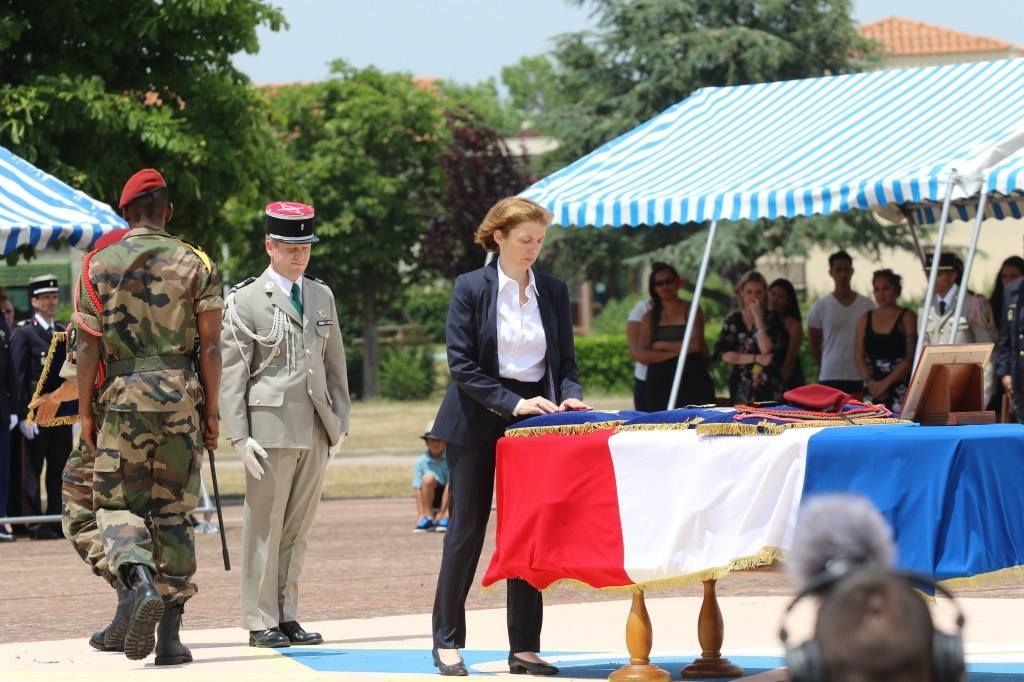
La ministre Florence Parly remettant la Légion d'Honneur au Caporal Riveta.

Le corps d'Albéric Riveta est d'abord rapatrié en France métropolitaine où un hommage national lui est rendu à l'hôtel des Invalides le 26 juin 2017, en présence de ses proches, de ses frères d'armes et de sa famille qui a fait le déplacement,. Le cortège franchit le pont Alexandre III avant d'entrer dans la cour des Invalides. La cérémonie est présidée par le chef d'État-major de l'armée de terre, le général Jean-Pierre Bosser, et le gouverneur militaire de Paris, Bruno Le Ray. Les forces armées  présentent ainsi « ses condoléances à sa famille et à ses proches, elle les assure de sa compassion et de son soutien et rend hommage à son frère d’arme [...] Il est mort au service de la France dans l’accomplissement de sa mission. ».
Le 27 juin, un dernier hommage lui est rendu au 1er RCP son régiment d'affection en présence de la famille du militaire de la ministre des Armées, Florence Parly, et des plus hautes autorités militaires du pays et du régiment, dont le colonel Vidal. À cette occasion, la ministre lui remet la Légion d'honneur à titre posthume et s'exprime en ses mots : « Nos troupes engagées dans l'opération Barkane ont fait preuve d'une bravoure, d'un dévouement et d'une détermination hors du commun. Le caporal Albéric Riveta en était un exemple magnifique . Votre engagement est pour nous un vibrant appel à prolonger le combat contre le terrorisme, et toutes forces qui tentent de nous menacer ici et là » tout en ajoutant « Vous pouvez être fiers de votre fils, fiers de votre frère, de votre neveu. Je m’incline avec respect devant votre souffrance ».

### Obsèques en Polynésie française
Le caporal Riveta est rapatrié à Tahiti le 30 juin. Les autorités locales ont adressé leurs condoléances et assuré la famille de leur soutien. Édouard Fritch ainsi que son gouvernement saluent « le dévouement et le grand professionnalisme du jeune Polynésien dont l’engagement et la solide volonté de servir ont fait honneur à sa famille et à la Polynésie française toute entière. »
Le haut-commissaire de la République en Polynésie française, René Bidal, salue l’engagement du première classe par ses mots : « Avec la disparition d’Albéric Riveta, le 1er régiment de chasseurs parachutistes de Pamiers perd un jeune engagé volontaire de grande valeur qui faisait honneur à sa famille, aux armes qu’il portait et à la Polynésie Française, comme de nombreux autres Polynésiens engagés, dont toutes les unités combattantes louent l’engagement et la valeur. »
Enfin, le président de l'Assemblée de Polynésie française, Marcel Tuihani, s’exprime en ces termes : « C’est avec une grande tristesse que nous avons appris aujourd’hui le décès d’un jeune militaire polynésien [...] Le président de l’Assemblée de la Polynésie française, Marcel Tuihani, en son nom, et au nom de l’ensemble des Représentants de l’Assemblée, adresse ses condoléances à la famille et aux proches d’Alberic Riveta, et leur exprime sa sympathie et sa solidarité en ces instants douloureux ».
Un premier hommage lui est rendu à son arrivée à la base aérienne de Faa’a en présence de ses amis, famille et des autorités de la collectivité dont le président de la Polynésie française Edouard Fritch, du haut-commissaire René Bidal et du contre-amiral Denis Bertrand (COMSUP),.
Plusieurs veillées religieuses sont organisées par la famille dans les communes de Arue et Paea. L'ancien président de la Polynésie française Gaston Flosse notamment y assiste.

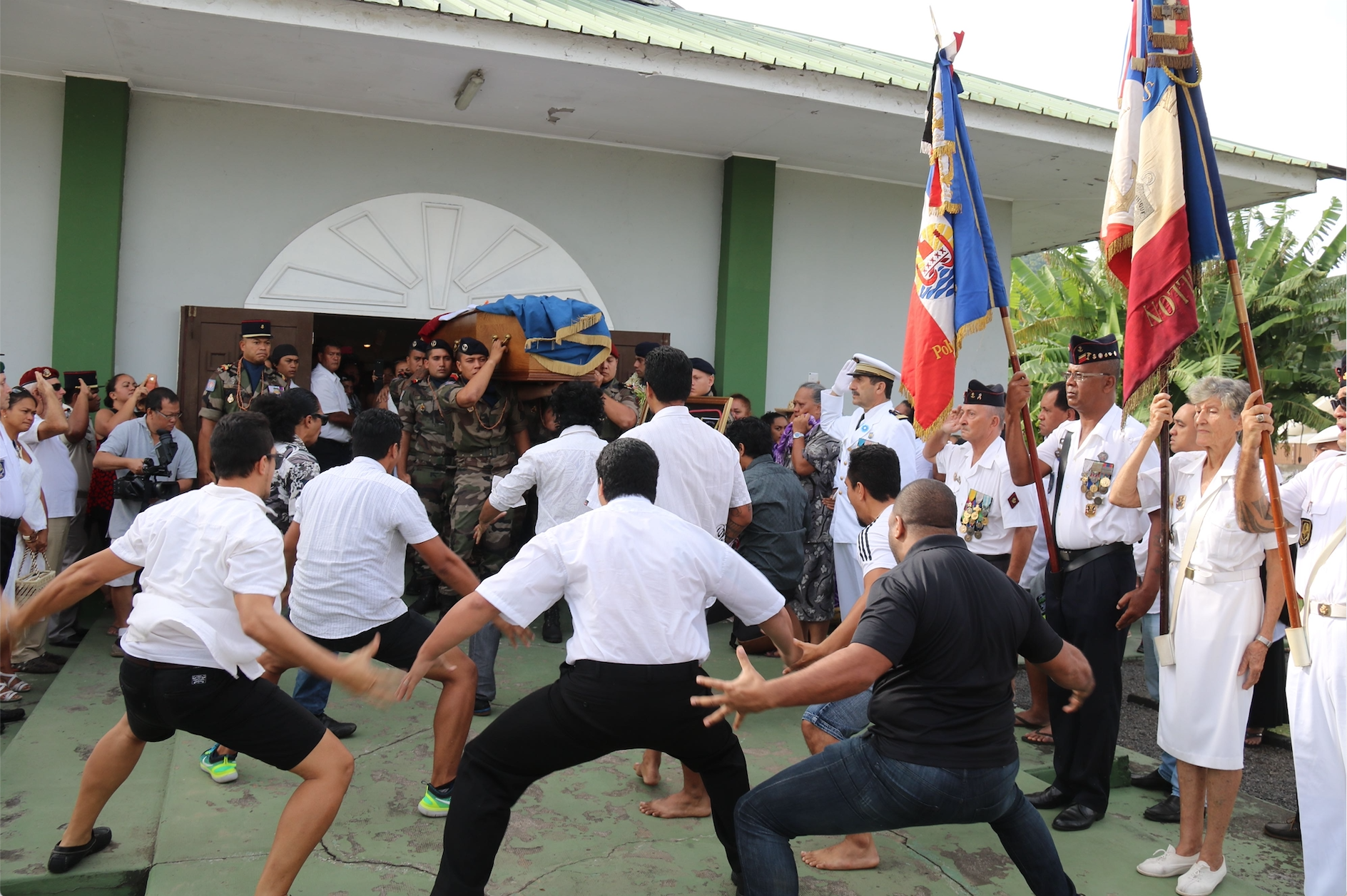
Haka traditionnel des Australes en hommage au Caporal Riveta.

Les obsèques du caporal Riveta ont lieu le 3 juillet au temple protestant de Paea. La famille et proches du défunt sont accompagnés par ses frères d'armes et des membres des autorités du pays dont René Bidal, Marcel Tuihani, Madame Tea Frogier, ministre du Travail, et du contre-amiral Denis Bertrand, commandant supérieur des forces armées en Polynésie française.Un chant d'adieu est entonné par ses frères d'armes ainsi que l'exécution d'un haka mené par son beau-frère Roonui Teauroa. Interrogé sur Polynésie 1er ce dernier souhaitait lui rendre hommage, exprimer son soutien et celui de l'île d'où est originaire sa famille Rurutu. Un nouveau haka, celui-ci des Marquises, est exécuté à l'entrée du cortège funèbre au cimetière de Papeari où le caporal Riveta est inhumé. Le contre-amiral Denis Bertrand lui rend une dernière fois hommage par ses mots « Il n'était pas parti faire la guerre mais protéger la paix, il n'était pas parti pour tuer des gens mais pour empêcher la violence de triompher ». Sa famille et ses proches lui rendent aussi un dernier hommage, son frère Tuarii notamment lui rend hommage en le qualifiant de « héros ». 
Sa famille est conviée la même année au défilé et aux festivités du 14 juillet en présence des autorités politiques et militaires de Polynésie. Le Haut-commissaire René Bidal rend une nouvelle fois hommage au caporal Riveta en déclarant « Je veux redire à sa famille que si, à 23 ans, la disparition d’un enfant, quelles qu’en soient les circonstances, n’est pas concevable pour des parents aimants qui l’on vu naître et élevé, la mort d’Albéric n’est pas celle, tout aussi malheureuse au demeurant, d’un jeune homme qui se tue sur la route après une fête trop arrosée ; non, la mort d’Albéric fait honneur aux armes qu’il portait, fait honneur à la Polynésie et à la France dans son combat contre la folie islamiste »,.

## Postérité

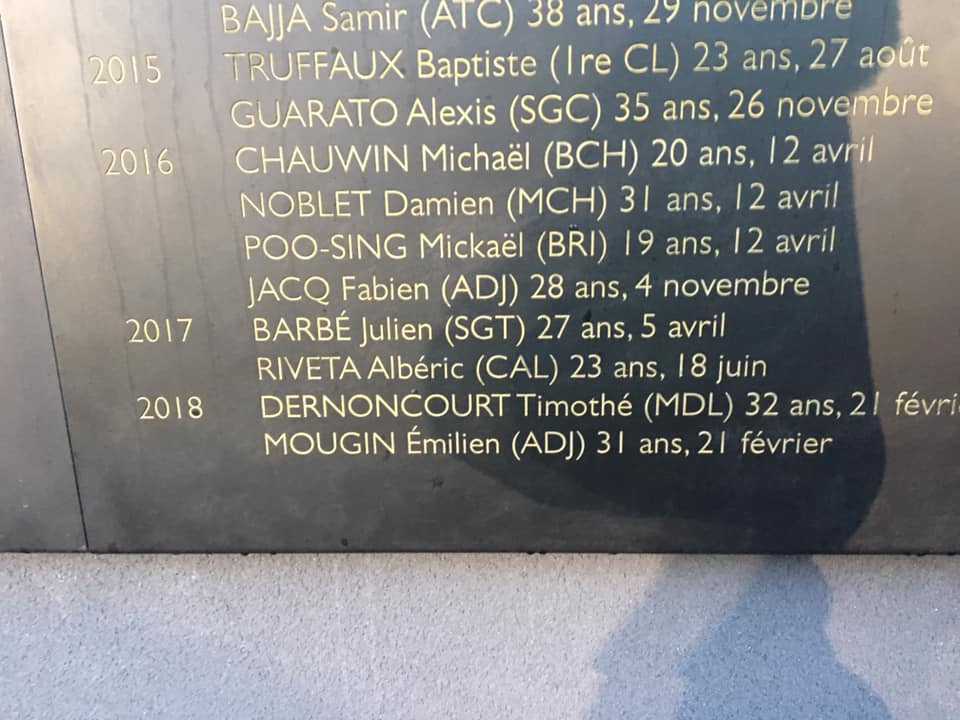
Identité du Caporal Riveta sur le mémorial OPEX de Paris.

À l’occasion du 11 novembre et pour célébrer le 99e anniversaire de la Première Guerre mondiale, la famille du parachutiste est de nouveau invitée afin d'inaugurer une nouvelle plaque de soldats décédés en exercice où figure le caporal Riveta. Ses sœurs témoignent de leur reconnaissance et de leur deuil encore très présent.
Le 22 juin 2018, sa famille est invitée à la journée nationale des armées en hommage aux soldats blessés à la Pointe Vénus. Les parents d'Albéric Riveta remercient les autorités militaires de leur soutien et en particulier celui du contre-amiral Denis Bertrand.Ils sont également invités la même année aux festivités du 14 juillet à Paris. 
Le 11 novembre 2019, le Président Emmanuel Macron inaugure au Jardin Eugénie-Djendi à Paris un mémorial dédié aux militaires décédés en opérations extérieures (OPEX) depuis 1963 sur tous les conflits dont les forces françaises sont ou ont été engagées. Le caporal Riveta figure parmi la liste des 549 militaires en date du 11 novembre de la même année dont le nom est inscrit sur le mémorial dédié. Il fait également partie des 17 militaires issus des Outre-Mer Françaises du Pacifique tombés depuis 1963. Le chef de l'État s'est exprimé notamment par ses mots : « Nos morts vivront tant qu'il y aura des vivants pour penser à eux ».

## Décorations
À titre posthume (2017)
- Par décret présidentiel avec effet au 18 juin 2017 :
  - Promu caporal à titre exceptionnel[1]
  -  Médaille militaire[1]
- Par arrêté du ministère des Armées en date du 19 juin 2017 : 
  -  Médaille d'Outre-Mer
  -  Croix de la Valeur militaire
- Par la ministre des Armées, lors de l'hommage rendu au 1er régiment de chasseurs parachutistes de Pamiers le 27 juin 2017 :
  -  Chevalier de la Légion d'honneur[23]